# كيشي أندرسون
كيشي ستيوارت أولوينكا أديتوكونبوه أندرسون (بالإنجليزية: Keshi Stuart Oluyinka Adetokunboh Anderson)‏ (مواليد 6 أبريل 1995) هو لاعب كرة قدم إنجليزي محترف يلعب كجناح ومهاجم لنادي بلاكبول.